# Голешов (Злинский край)
Голешов чеш. Holešov, нем. Holleschau), также ранее Голеншау — город района Кромержиж Злинского края Чешской Республики.
Расположен в Моравии в 13 км северо-западнее г. Злин, на западном краю Гостинских гор, на границе регионов Гана и Моравская Валахия на реке Русава.

## История

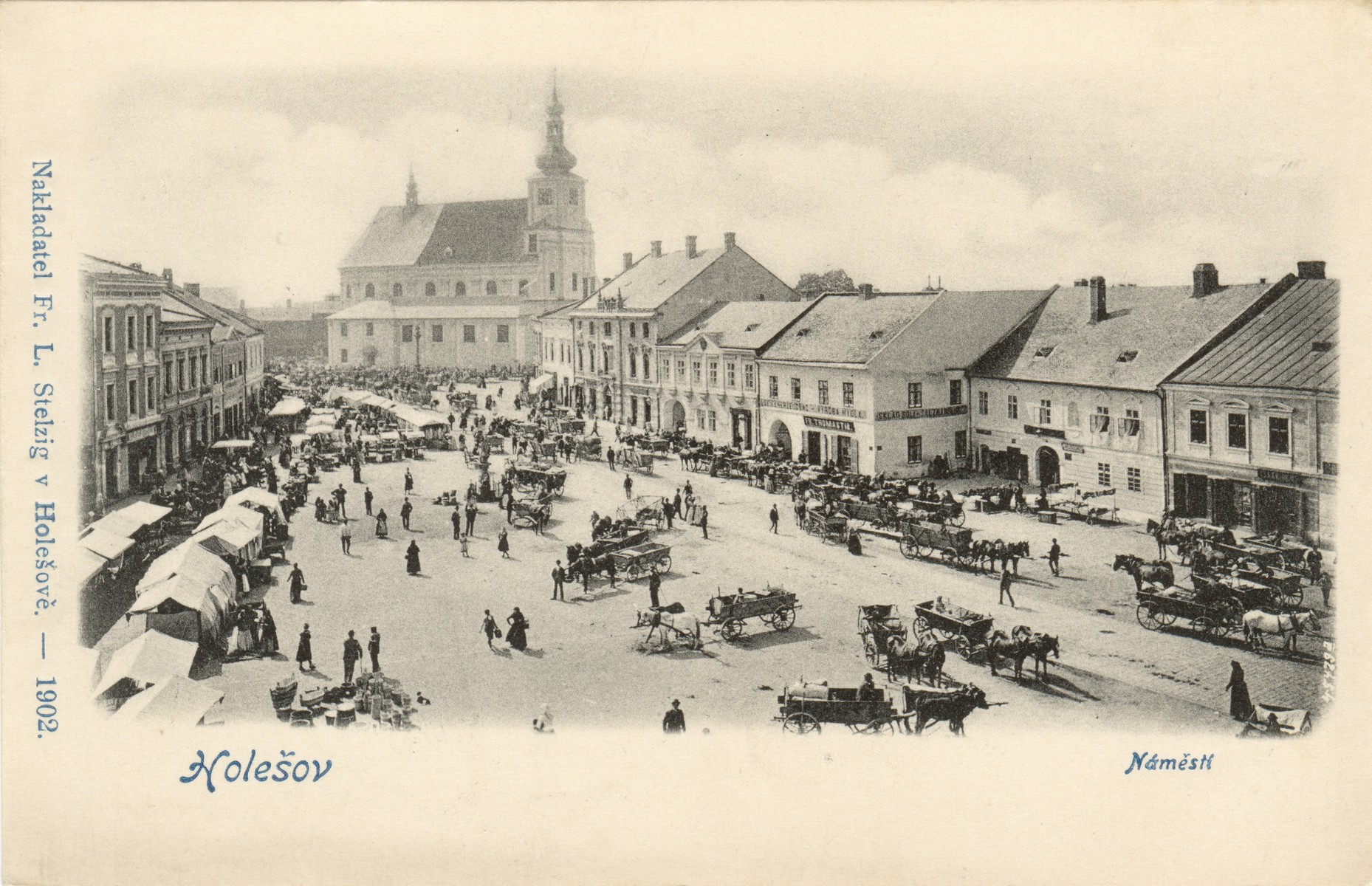
Главная площадь Голешова в 1902 г.

Возник на древнем Янтарном торговом пути, по которому в античности из Прибалтики в Средиземноморье доставлялся янтарь. Первое упоминание о поселении под названием Golesoucí относится к 1141 году. Уже в 1275 году название его изменилось на Holesow. Первоначально поселение было епископским имением, во времена Пршемысловичей выросло до местечка, а в 1322 году получило статус города. Незадолго до 1371 года Голешов приобрёл пан Матоуш из Штернберка, основатель луковской и голешовской линий панского рода Штернберков. Этот аристократический род владел городом до 1574 года.
Во времена реформации стало одним из центров движения Чешских братьев и лютеранства. В Холешове когда-то была одна из крупнейших еврейских общин в Моравии. Город также являлся крупным центром ультра-ортодоксальных евреев, здесь жили и трудились несколько известных учёных-каббалистов, в том числе, Саббатай бен-Меир га-Коген.
Важнейшим экономическим и культурным событием в Голешове до Первой мировой войны стала промышленная выставка. После Мировой войны Голешов стал последним местом в Чехии, где произошли еврейские погромы. В начале 1920-х годов в Голешове была создана чешская фашистская организация, которая впоследствии получила название Национальная фашистcкая организация. В конце 1930-х годов в городе располагался гарнизон элитных частей чешских пограничников. Впоследствии в Голешове была организована подготовка и обучение жандармов Schutzpolizei, а в послевоенные времена — школа службы безопасности ЧССР. Уже в современной Чехии в Голешове размещаются Высшая и средняя полицейские школы.

## Достопримечательности
- Голешовский замок
- Костёл Успения Пресвятой Богородицы
- Каплица (часовня) Святого Креста (1662)
- Каплица (часовня) святого Мартина
- Чумной столп у костёла (начало XVIII в.), высотой 7 м.

Особое место в Голешове занимают еврейские памятники, в частности, Шахова синагога и еврейское кладбище.

## Население
| Год  | Численность | Численность |
| ---- | ----------- | ----------- |
| 1869 | 6924        | [ 6 ]       |
| 1880 | 7267        | [ 6 ]       |
| 1890 | 8012        | [ 6 ]       |
| 1900 | 8907        | [ 6 ]       |
| 1910 | 9875        | [ 6 ]       |
| 1921 | 9714        | [ 6 ]       |
| 1930 | 10 184      | [ 6 ]       |
| 1950 | 9759        | [ 6 ]       |
| 1961 | 10 994      | [ 6 ]       |
| 1970 | 10 972      | [ 6 ]       |
| 1980 | 12 317      | [ 6 ]       |
| 1991 | 12 717      | [ 6 ]       |
| 2001 | 12 463      | [ 6 ]       |
| 2011 | 11 755      | [ 6 ]       |
| 2014 | 11 726      | [ 7 ]       |
| 2016 | 11 638      | [ 8 ]       |
| 2017 | 11 623      | [ 9 ]       |
| 2018 | 11 626      | [ 10 ]      |
| 2019 | 11 606      | [ 11 ]      |
| 2020 | 11 579      | [ 12 ]      |
| 2021 | 11 509      | [ 13 ]      |
| 2022 | 11 426      | [ 14 ]      |
| 2023 | 11 538      | [ 15 ]      |
| 2024 | 11 556      | [ 4 ]       |

## Города-побратимы
- Поважска-Бистрица, Словакия
- Турчьянске Теплице, Словакия

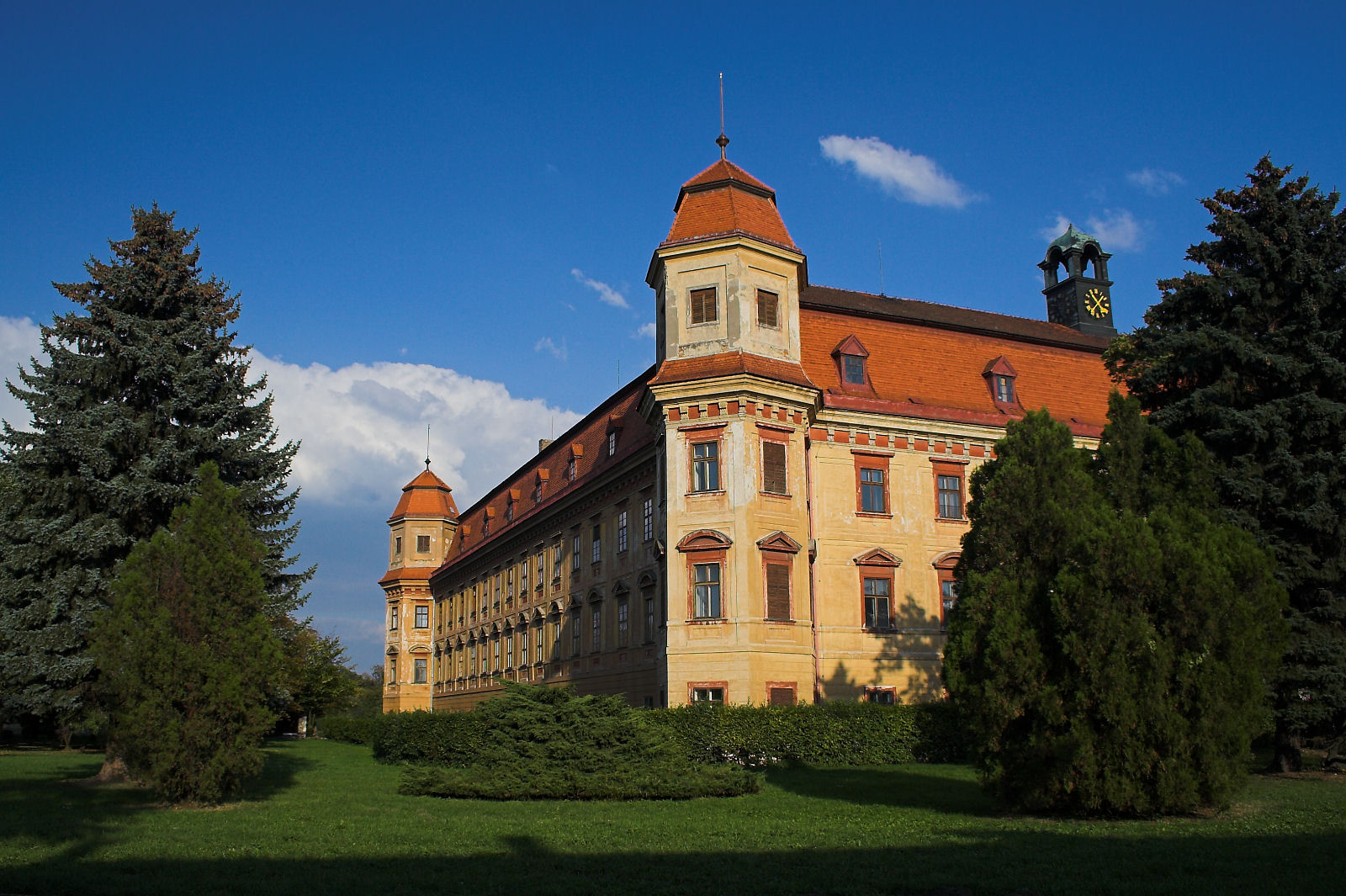
Замок Голешов
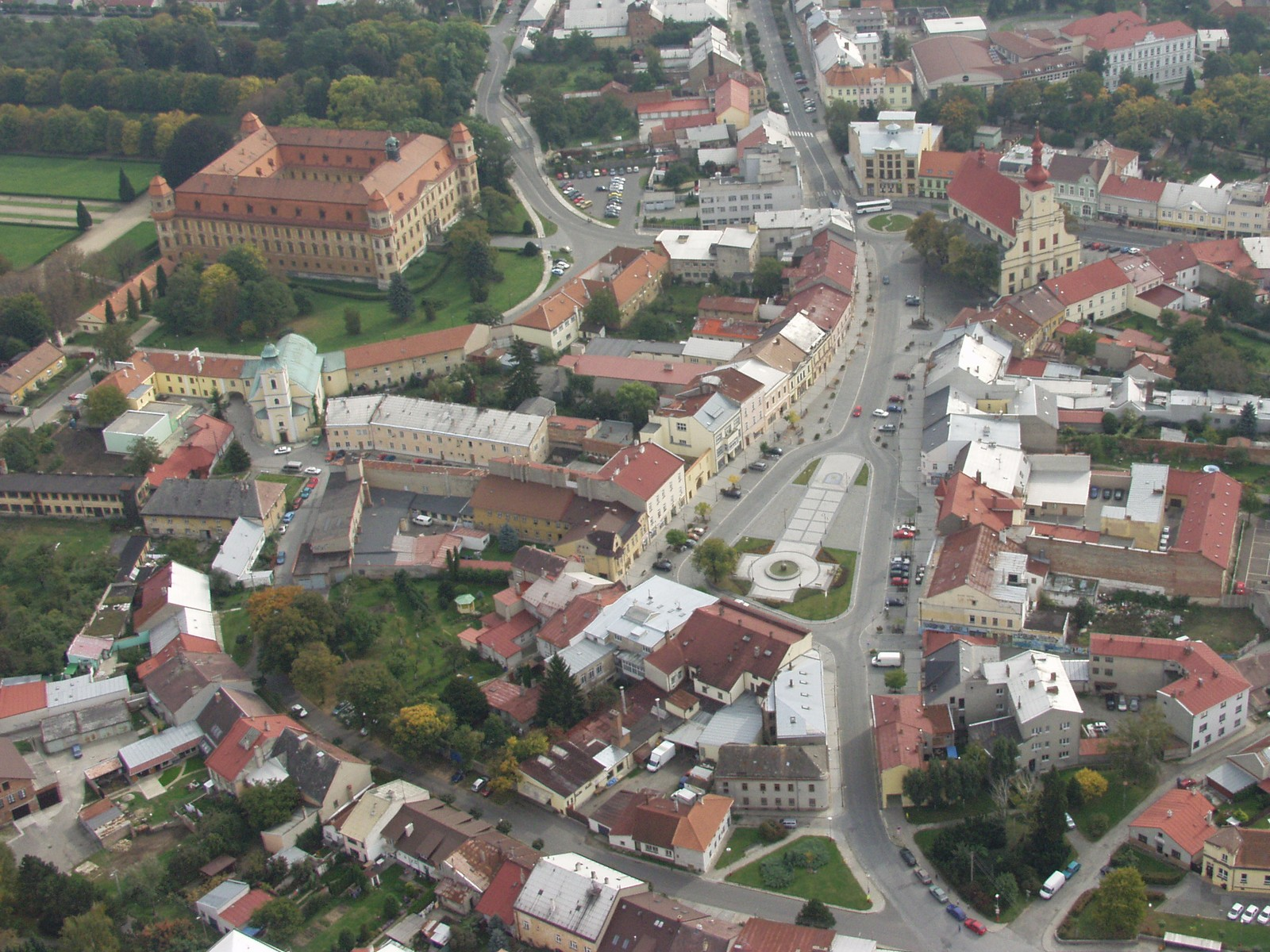
Общий вид города
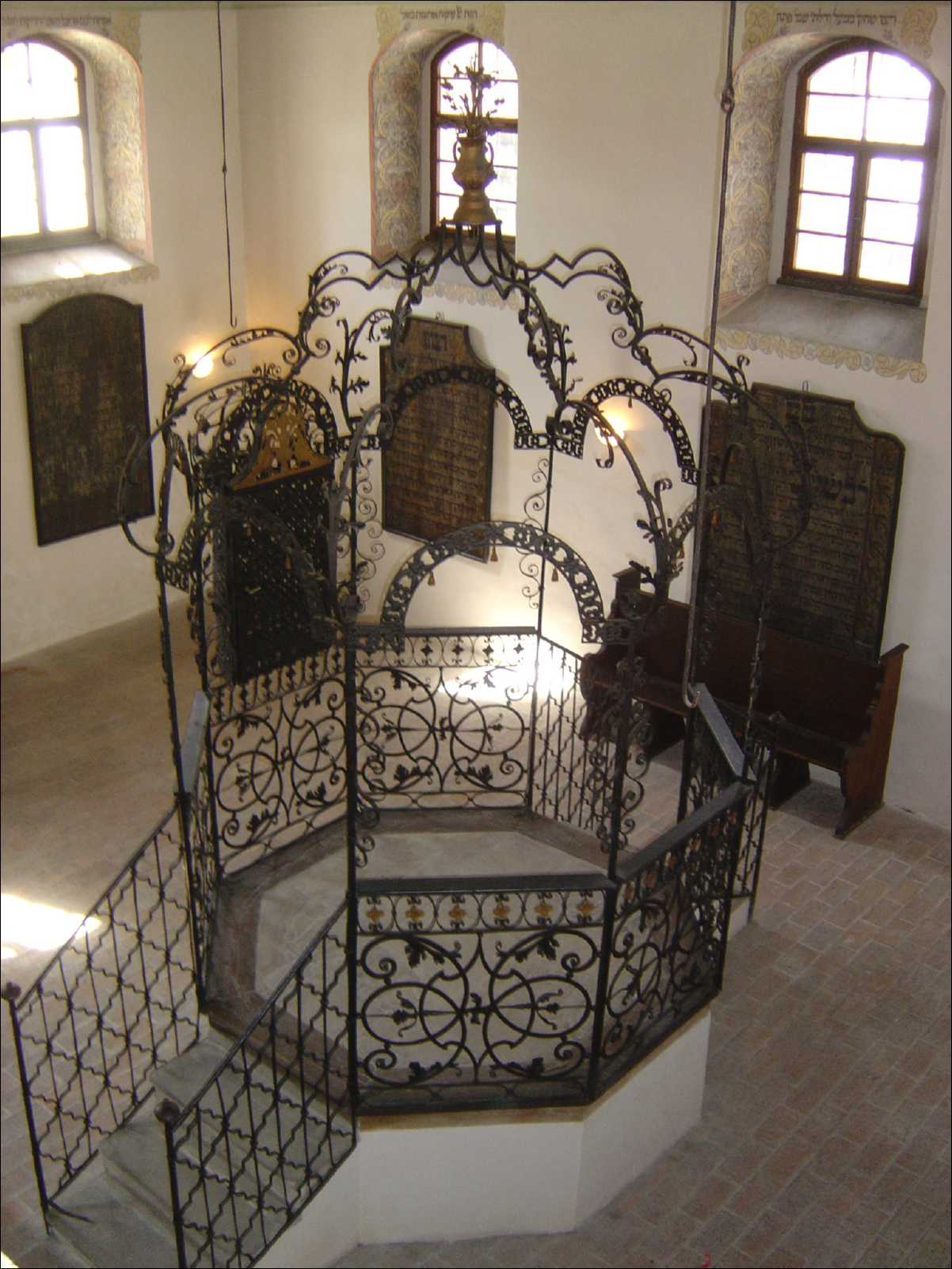
Интерьер Шаховой синагоги
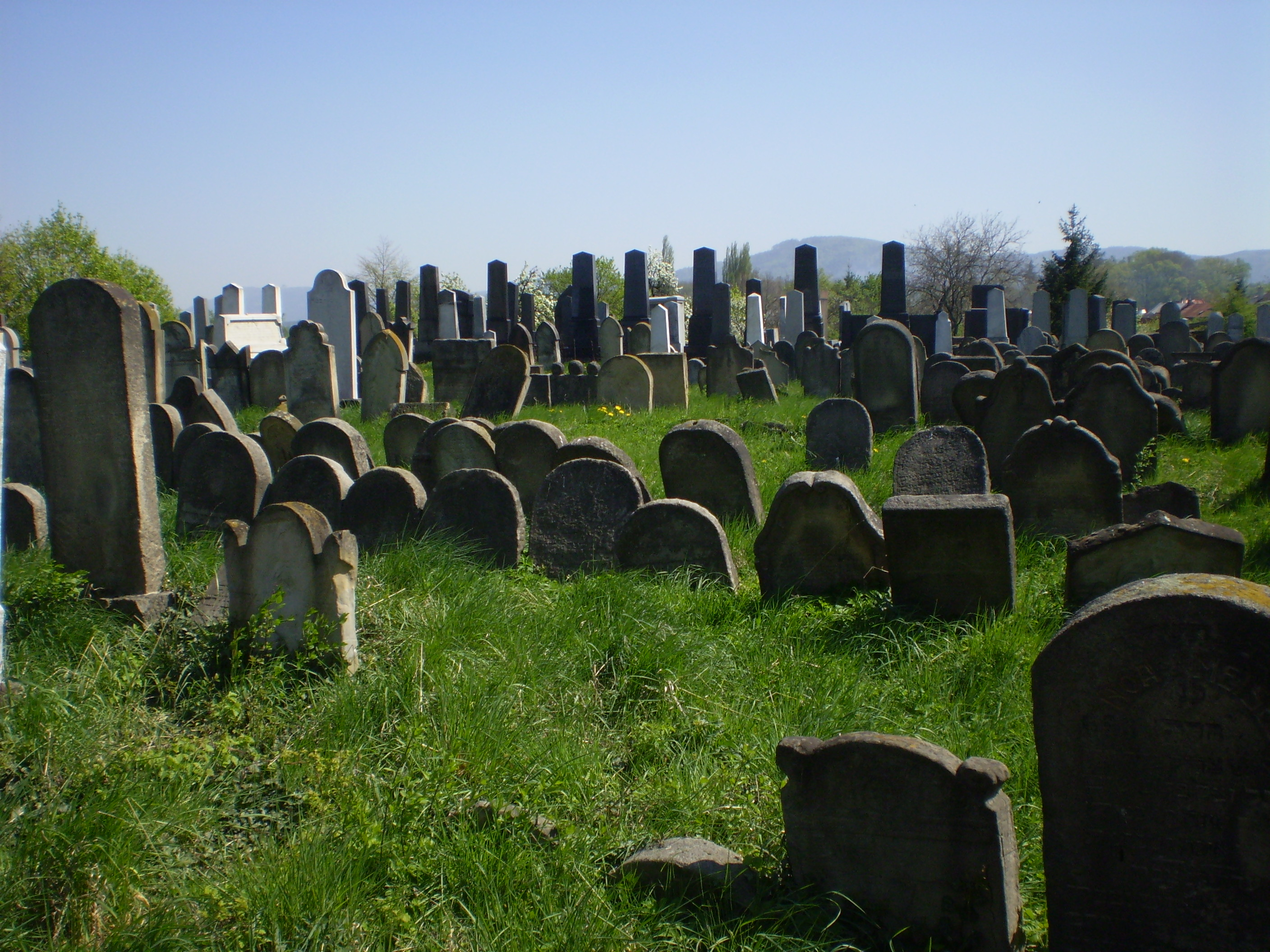
Старое еврейское кладбище